# Stig Johansson (författare)
Stig Ingemar Johansson, född den 6 september 1936 i Alingsås, död 11 juli 2024 i Sankt Johannes distrikt i Malmö, var en svensk författare, tecknare och konstnär.

## Biografi
Johansson gick till sjöss i unga år och arbetade som sjöman under tolv år, vilket gett motiv till många av hans dikter. Han fortsatte med många olika yrken till lands innan han började studera och blev färdig socionom 1980. Efter en skrivarkurs 1982 debuterade han skönlitterärt 1984 med diktsamlingen Den kapsejsade himlen. Som socionom verkade han i Malmö, bland annat på Försäkringskassan. Han medverkade under många år regelbundet i tidningen Sydsvenskan med tänkespråk och aforismer som sedan med några års mellanrum givits ut i bokform som samlingar av "sticklingar". 
Johanssons kanske mest kända dikt är 'Förlusten' och lyder: "Alla dessa dagar som kom och gick / inte visste jag att de var livet". Dikten 'Förlusten' skulle senare komma att inspirera titeln till den svenska politikern och före detta finansministern Kjell-Olof Feldts memoarer 'Alla dessa dagar...'.